# Virtual Machine Disk
VMDK (Virtual Machine Disk) est un format de fichier ouvert permettant de simuler un disque dur virtuel pour les machines virtuelles telles que VMware, Virtualbox ou pour les émulateurs. Il a été créé à l'origine pour les produits VMware.

## Produits de VMWare utilisant ce format
- VMware Workstation
- VMware Player
- VMware Server
- VMware Fusion
- VMware ESX

## Produits d'autres développeurs utilisant ce format

### émulation et virtualisation
- Virtual Box (à partir de la version 4.1.2)[2]
- Sun xVM: supporte nativement le format VMDK[3]
- QEMU, un émulateur de processeur libre multiplateforme permettant également la virtualisation supporte nativement le format VMDK.

### Outils de gestion
- l'extension Virtual Box pour le gestionnaire de systèmes de fichiers en espace utilisateur FUSE, permet de monter des images au format VDHK sous Linux
- L'utilitaire qemu-img fournit avec QEMU permet de convertir les images entre le format VMDK et différents autres formats.
- SUSE Studio permet de construire des machines virtuelles en utilisant, parmi d'autres, le format VMDK.
- xmount permet la conversion d'images disques en utilisant l'extension fuse de Virtual Box.
- vmware2libvirt permet de convertir le format VMDK vers le format virt-manager[4]

### bibliothèque
- .NET DiscUtils est une bibliothèque logicielle libre en langage C# permettant de gérer le format VMDK.